# Johannes Kotkas
Johannes Kotkas (ros. Йоханнес Йоханнесович Коткас; ur. 3 lutego 1915 w Kodijärve, zm. 8 maja 1998 w Tallinnie) – estoński, a potem radziecki zapaśnik walczący przeważnie w stylu klasycznym, sambista, lekkoatleta.
Złoty medalista olimpijski z Helsinek 1952, w kategorii plus 87 kg. Wicemistrz świata w 1953. Złoty medalista mistrzostw Europy w 1938, 1939 i 1947. Pierwszy w Pucharze Świata w 1956 roku.
Mistrz ZSRR w 1946, 1948, 1950, 1951, 1952, 1953, 1955 i 1956; drugi w 1945, 1949 i 1954 roku, w stylu klasycznym. Mistrz w stylu wolnym w 1947; drugi w 1946 i 1948. Absolutny mistrz ZSRR w 1940, 1943, 1944 i 1945. Zakończył karierę w 1960 roku. Był trenerem reprezentacji Estońskiej SRR w zapasach, sędzia międzynarodowy. Od 1990 roku honorowy członek Estońskiego Komitetu Olimpijskiego. Odznaczony Orderem Lenina w 1957 roku, a także przez FILA „Złotą Gwiazdą”, najwyższą nagrodą związku. 
Siedmiokrotny mistrz ZSRR w lekkoatletyce w rzucie młotem. Rekordzista ZSRR w rzucie młotem (1943). Dwukrotny mistrz ZSRR w sambo.
Pochowany na cmentarzu Metsakalmistu w Tallinnie.